# Winklergletscher
Der Winklergletscher ist ein Gletscher in den Bowers Mountains des ostantarktischen Viktorialands. An der Oates-Küste fließt er südlich bis südwestlich des Mount Dergach in südöstlicher Richtung und mündet gemeinsam mit dem Astapenko-Gletscher in die Ob’ Bay.
Wissenschaftler der deutschen Expedition GANOVEX III (1982–1983) benannten ihn. Namensgeber ist der deutsche Mineraloge und Petrologe Helmut G. F. Winkler (1915–1980).